# Dušan Lužný
Dušan Lužný (* 19. května 1964 Brno) je český sociolog, religionista, vysokoškolský pedagog. Absolvoval Filosofickou fakultu Univerzity Jana Evangelisty Purkyně v Brně (v současnosti Masarykova univerzita). V současné době působí na Katedře sociologie, andragogiky a kulturní antropologie na Filozofické fakultě Univerzity Palackého v Olomouci.
Vědeckou práci započal v roce 1987 jako interní aspirant na Ústavu pro filosofii a sociologii Československé akademie věd v Praze odkud v roce 1989 přešel na Ústav pro studium společenského vědomí (který měl do roku 1990 název Ústav pro studium společenského vědomí a vědeckého ateismu). Publikoval mnoho studií i několik knih převážně s tematikou sociologie, zejména pak sociologie náboženství, východního náboženství na Západě a nových náboženských hnutí. Mezi lety 2001–2010 zastával post docenta na Ústavu religionistiky Filozofické fakulty Masarykovy univerzity. V letech 2001 až 2005 byl šéfredaktorem společensko-ekologického časopisu Sedmá generace.V roce 2005 byl ustanoven soudním znalcem v oboru religionistika se zaměřením na problematiku nových náboženských hnutí a sekt, stal se členem redakčních rad časopisů Religio a Hieron a členem pracovní skupiny Akreditační komise Ministerstva školství, mládeže a tělovýchovy pro obory filozofie, religionistika a teologie.
Bývalý člen Strany zelených a KSČ. V politice působil jako poradce ministryně školství Dany Kuchtové a po jejím odstoupení byl Kuchtovou navržen jako její nástupce. Nebyl však jmenován a stal se v té souvislosti předmětem mediální kritiky za to, že se při žádosti o profesuru dle kritiků snažil zaretušovat svou komunistickou minulost, a proto pozměnil název své disertační práce. Lužný se bránil tím, že název diplomové práce Počátky kritiky fráze v umělecké komunikaci jako sociologický problém: Krausova kritika žurnalismu a odcizené komunikace ve světle marxisticko-leninské sociologické interpretace pouze zkrátil (na Krausova kritika jazykové fráze), protože obsah práce neodpovídal tomu, co napovídá její název. V roce 2015 mu byl prezidentem republiky udělen titul profesor v oboru filozofie.

## Dílo
- Sociologie náboženství, 2007 (se Zdeňkem Nešporem), ISBN 978-80-7367-251-5
- Řád a moc. Vybrané texty ze sociologie náboženství, 2005, ISBN 80-210-3043-7
- Hledání ztracené jednoty. Průniky nových náboženství a ekologie, 2004, ISBN 80-210-3492-0
- Zelení bódhisattvové: Sociálně a ekologicky angažovaný buddhismus, 2000, ISBN 80-210-2464-X
- Náboženství a moderní společnost: Sociologické teorie modernizace a sekularizace, 1999, ISBN 80-210-2224-8
- Nová náboženská hnutí, 1997, ISBN 80-210-1645-0